# Anders Sahlén
Anders Folke Sahlén, född 9 december 1943, är en svensk nationalekonom, verksam vid Sveriges riksbank 1973–1990, den senare tiden som vice riksbankschef. Han var 1990-1991 chef för Bankinspektionen, 1991–1993 chef för Finansinspektionen och därefter 1994–1996 minister vid Sveriges ambassad i Washington för att sedan komma tillbaka till Sverige och statsrådsberedningen med ansvar för Östersjömiljarden.
Sahlén har försvarat den ökade arbetslösheten i Sverige på det tidiga 1990-talet som följd av den så kallade Novemberrevolutionen.